# Hôtel de Ricard
L'hôtel Ricard est un hôtel situé à Saint-Geniez-d'Olt, en France.

## Description
Il fut construit en 1677 pour Jean Fajole, prêtre et premier maire perpétuel de Saint-Geniez d'Olt. La comtesse de Ricard y donna des fêtes somptueuses deux siècles plus tard .

## Localisation
L'hôtel est situé au 7 rue Hygonnet sur la commune de Saint-Geniez-d'Olt, dans le département français de l'Aveyron.

## Historique
L'édifice est inscrit au titre des monuments historiques en 1996.